# Geositta tenuirostris
Geositta tenuirostris е вид птица от семейство Furnariidae.

## Разпространение
Видът е разпространен в Аржентина, Боливия, Еквадор, Перу и Чили.